# Phyllanthus omahakensis
Phyllanthus omahakensis är en emblikaväxtart som beskrevs av Moritz Kurt Dinter och Ferdinand Albin Pax. Phyllanthus omahakensis ingår i släktet Phyllanthus och familjen emblikaväxter. Inga underarter finns listade i Catalogue of Life.